# 渠江镇 (安化县)
渠江镇，是中华人民共和国湖南省益阳市安化县下辖的一个乡镇级行政单位。

## 行政区划
渠江镇下辖以下地区：
渠江社区、敷溪村、大塘村、晏家村、城坪村、大仓村、桃坪村、沅大村、连里村、大安村、升家村和连华村。